# Naqada-Kultur

Fundorte der Naqada-I-Kultur

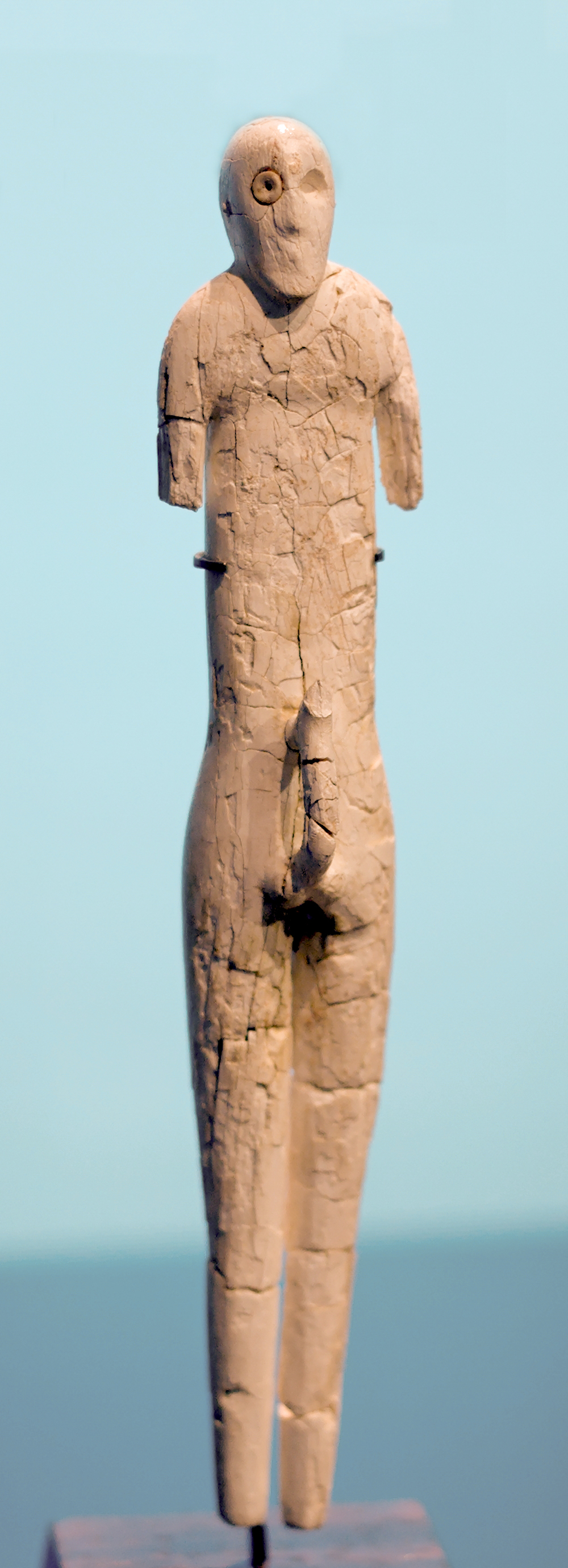
Ithyphallische Skulptur der Naqada-Kultur, Elfenbein, Amratien, 4. Jahrtausend v. Chr., Größe: 24 cm, Louvre

Die Naqada-Kultur, auch Negade-Kultur, ist eine kupfersteinzeitliche archäologische Kultur aus der prädynastischen Zeit Ägyptens. Die Naqada-Kultur entstand Anfang des vierten Jahrtausend v. Chr. in Oberägypten und breitete sich im Laufe von 1500 Jahren nordwärts nach Unterägypten aus. Sie wird in drei Perioden unterteilt, die schließlich in die frühdynastische Periode Ägyptens einmünden. Diese Abschnitte verdeutlichen den stetigen gesellschaftlichen und technologischen Wandel hin zu größerer Komplexität, die schließlich zur Gründung des ägyptischen Staates führte. Die Naqada-Kultur wird oft der gleichzeitig bestehenden unterägyptischen Kultur gegenübergestellt, die traditionell als kulturell und technologisch unterlegen betrachtet wurde und schließlich in ihr aufging.
Ihren Namen erhielt die Kultur von der oberägyptischen Stadt Naqada ca. 45 km nördlich von Luxor am Westufer des Nils. Dort grub der britische Ägyptologe Flinders Petrie im Jahre 1893 einen Friedhof mit über 2000 Gräbern aus, die er anhand ihrer abweichenden Bestattungssitten und Grabbeigaben erstmals als prädynastisch einordnete.

## Naqada I (ca. 4500 bis 3500 v. Chr.)
Die Naqada-Kultur bestand zu Beginn gleichzeitig mit der vorhergehenden Badari-Kultur, überlagerte diese und löste sie schließlich vollständig ab. Die erste Periode wird nach dem Fundplatz El-Amra auch als Amra-Kultur oder Amratien bezeichnet. Am Anfang der Entwicklung der Naqada-Kultur steht wohl die Desertifikation der Sahara, die sich ab ca. 3600 v. Chr. endgültig von der Savanne zur Wüste gewandelt hatte. Die dort lebenden halbnomadischen Hirtengemeinschaften der Badari-Kultur zogen in das fruchtbare Niltal und ließen sich dort nieder. Dieses Bevölkerungswachstum erforderte neue landwirtschaftliche Techniken zur Ernährung der Bevölkerung und förderte die Gründung von Siedlungen, die später befestigt wurden. Ausdruck dieser Entwicklung ist die steigende Vielfalt an Kulturpflanzen wie Emmer, Gerste, Flachs und Linse sowie eine größere Anzahl an Nutzvieh. Daneben ergänzte die Jagd und das Sammeln von Wildpflanzen wie Knolligem Zypergras und den Früchten der Doumpalme die Ernährung.
Im Verlauf der Zeit schlossen sich die entstandenen Dörfer im oberägyptischen Niltal zu Häuptlingstümern als Vorläufer der späteren Gaue zusammen. Aus diesen entstanden später etwa acht Proto-Staaten um die Zentren Abydos, Abadijeh, Naqada, Gebelein, Hierakonpolis, El-Kab, Edfu und Elephantine, die von einer lokalen Elite geführt wurden und bisweilen in scharfer Konkurrenz um Ressourcen und Macht standen. Das Nebeneinander der Proto-Staaten zeigt sich in einer regional vielfältigen materiellen Kultur, wobei insbesondere im Süden deutliche Anklänge an die nubische A-Gruppe sichtbar sind.
Ein Großteil des Wissens über die frühe Naqada-Kultur stammt von 85 bekannten Friedhöfen und 50 Siedlungen, wobei der Schwerpunkt der Erforschung lange Zeit auf die Grabstätten gelegt wurde. Die Verstorbenen wurden wie die der Badari-Kultur in Hocker- bzw. Embryonalstellung mit Blick nach Westen sowie Grabbeigaben in Form von Keramik und persönlichen Gegenständen beigesetzt. Die Siedlungen bestanden wie in anderen zeitgleich bestehenden Kulturen aus in den Boden eingelassenen runden Stampflehmhütten, wohl in Anlehnung an frühere Nomadenzelte. Die Keramik der Naqada-I-Kultur besteht aus roten Schüsseln und Bechern aus Nilton mit glänzendem schwarzen Rand, der sogenannten „Black topped pottery“. Typische Dekorationsmuster sind weiße und cremefarbene geometrische Muster. In zunehmendem Maße finden sich Darstellungen von Tieren, Jagdszenen, Kulthandlungen und Kämpfen. Erstmals treten auch Schiffe als Symbol des Handels auf. Anders als in früheren Kulturen treten auch menschliche Figuren auf, sowohl bärtige Männer als auch Frauen, die an Elfenbeinstäben oder -anhängern befestigt werden konnten. Kupfergegenstände sind bekannt, aber selten.

## Naqada II (ca. 3500 bis 3200 v. Chr.)

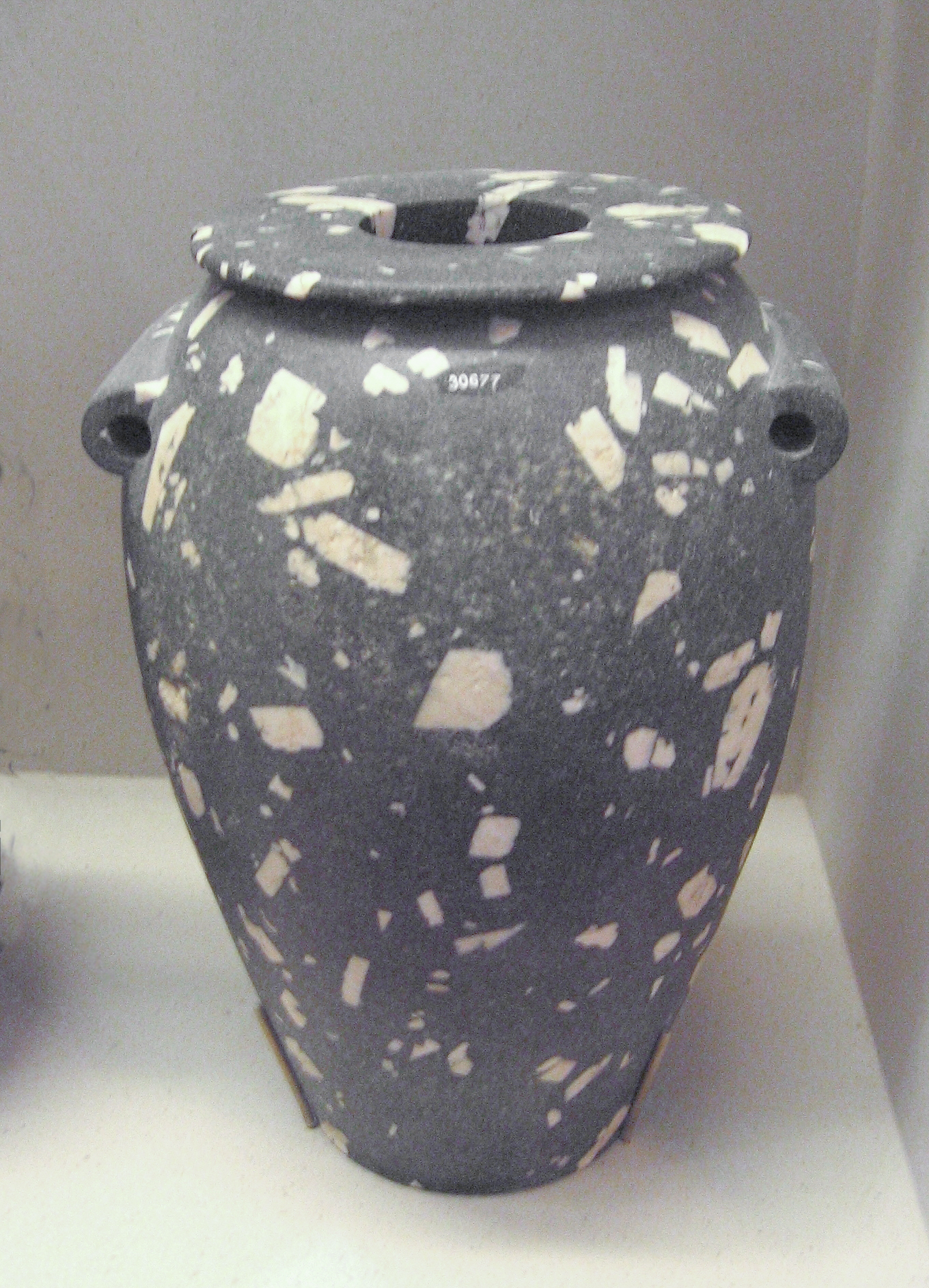
Diorit-Vase aus Neqada II, ~ 30 cm.

In der zweiten Phase breitete sich die Naqada-Kultur nordwärts bis zum Südrand des Fayyum-Beckens aus und begann, die dort siedelnde unterägyptische Kultur zu assimilieren. Naqada II wird nach dem Fundort Girga auch Girga-Kultur genannt. Lebensgrundlage war jetzt endgültig eine landwirtschaftliche Produktionsweise, mit der Nahrungsmittelüberschüsse erzielt werden konnten. Die soziale Differenzierung setzte sich fort, die Urbanisierung nahm weiter zu.
Zu Beginn der Naqada-II-Periode war die Anzahl der Proto-Staaten auf drei zurückgegangen, deren Zentren in Girga mit seiner Nekropole Abydos, Naqada und Hierakonpolis lagen. An der Spitze dieser Proto-Staaten standen wohl Erbmonarchien, die ihren Einfluss aus der Kontrolle von Handelswegen schöpften. Girga kontrollierte den Zugang zum Nildelta und damit den Handel mit der unterägyptischen Kultur, Naqada die Wadis zu den Goldminen in der arabischen Wüste und Hierakonpolis den Handel mit den Oasen in der libyschen Wüste und dem Sudan. Im Zuge der Auseinandersetzungen zwischen den oberägyptischen Proto-Staaten setzte sich einer von ihnen durch und begründete einen einheitlichen oberägyptischen Staat, wobei unklar ist, ob diese Rolle Hierakonpolis oder Girga-Abydos zukam. Eine zerstörte Statue und andere Schäden in der Nekropole von Hierakonpolis deuten auf gewaltsame Konflikte hin. Dieser Kampf zwischen den prädynastischen Gauen könnte sich in der ägyptischen Mythologie im Kampf der Götter Horus und Seth widerspiegeln, die ihre wichtigsten Kultstätten in Hierakonpolis und Naqada hatten. Nach der Vereinigung Oberägyptens expandierte der neu entstandene Staat nach Norden, was nach einem kurzen Übergang zum Ende der unterägyptischen Kultur führte. Ob diese „Reichseinigung“ militärisch, durch wirtschaftliche und kulturelle Assimilierung oder durch Migration von Angehörigen der Naqada-Kultur nach Unterägypten vollzogen wurde, ist jedoch unklar.
Die Naqada-II-Periode ist durch Ausgrabungen von Siedlungen und Friedhöfen insbesondere in den genannten Zentren, aber auch weiter nördlich gut bekannt. In den Siedlungen entstanden spezialisierte Handwerksbetriebe wie Töpfereien, Brauereien und Feuersteinwerkstätten sowie gesonderte Herrschafts- und Kultviertel. Neben den bekannten Rundhütten traten in Hierakonpolis erstmals auch rechteckige Häuser aus Lehmziegeln auf, wie sie spätere ägyptische Städte prägen sollten. Die zunehmende soziale Ungleichheit zeigt sich auch in den Bestattungssitten. In den Zentren entstehen räumlich getrennte „Elitenfriedhöfe“, in denen Angehörige der herrschenden Klasse in großen, teilweise mehrere Kammern umfassenden Gräbern beigesetzt werden. Keramik, Schmuck, Waffen und Werkzeuge aus wertvollen Materialien dienen als Grabbeigaben. Verfahren, die als Vorläufer der Einbalsamierung angesehen werden sowie Übergangsriten deuten auf den späteren ägyptischen Totenkult voraus. Die Keramik verbesserte sich durch die Verwendung von Mergelton aus der Wüste und die professionelle Herstellung. Neben den bekannten Formen kommt eine Verzierung mit Wellenlinien und Spiralen auf, die sich teilweise an nubische und levantinische Keramik anlehnen. Auch sonst gibt es deutliche Hinweise auf einen ausgeprägten Handel innerhalb Oberägyptens mit Bier, Keramik und Feuerstein sowie einen Fernhandel mit speziellen Feuersteinwerkzeugen ähnlich dem Messer vom Gebel el-Arak sowie Schmuck, der Unterägypten, Nubien und die südliche Levante erreichte. Neben der hochentwickelten Feuersteinbearbeitung nimmt auch die Zahl der Kupfergeräte zu, erstmals werden auch Gold und Silber verarbeitet. In der Bildsprache dominieren Jagdszenen auf Flusspferde und Tiere der Wüste wie Mendesantilopen, die zu diesem Zeitpunkt nur noch kultischen Zwecken diente. Auch Schiffe werden noch häufiger und größer dargestellt. Daneben dominieren militaristische Siegeszenen. In einem Grab in Hierakonpolis findet sich die Darstellung eines Königs oder Häuptlings des Proto-Staates beim Erschlagen des Feindes, ein Motiv, das bis zum Ende des Alten Ägyptens immer wieder rezipiert wurde.

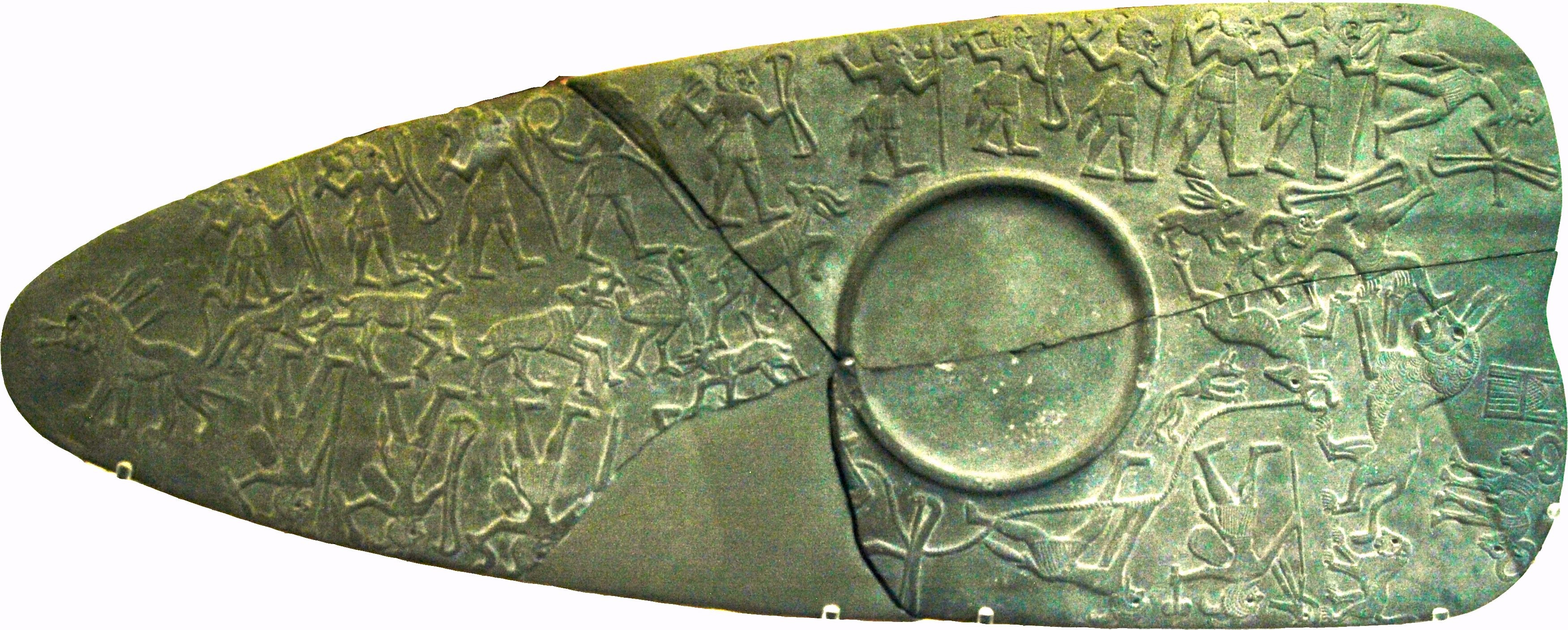
Sogenannte „Jäger-Palette“ aus der Naqada III Periode (restauriert).

## Naqada III (ca. 3200 bis 3000 v. Chr.)
Die Naqada-III-Periode schließlich bezeichnet die archäologische Kultur in der protodynastischen Zeit der sogenannten 0. Dynastie sowie der frühdynastischen 1. und 2. Dynastie. In dieser Zeit bestand bereits ein großräumiges, weite Teile Ober- und Unterägyptens umfassendes, hochgradig zentralisiertes Staatswesen, auch wenn es weiterhin zu Konflikten mit lokalen Eliten über die Wiederherstellung der vorherigen dezentralen Organisation oder die Übernahme der Macht im Zentralstaat kam. Der frühe altägyptische Staat konsolidierte seine Macht im Innern und expandierte weiter nordwärts in die Südlevante bis zum Fluss Yarkon. Die Entwicklung einer Königsideologie zeigt sich an der zunehmenden Monopolisierung bestimmter symbolischer Gegenstände durch die herrschende Elite, etwa steinerner Keulenköpfe und Schminkpaletten, die bisher auch als Gemeinschaftssymbole und für häusliche Ritualpraktiken verwendet wurden. Im Umfeld dieser Elite entstand dabei die altägyptische Hochkultur, während die weiter zunehmende soziale Ungleichheit als „Evolution der Einfachheit“ und „symbolische Entleerung“ der übrigen Bevölkerung beschrieben wird. In dem protodynastischen Grab U- bei Abydos finden sich erstmals hieroglyphische Inschriften.
Objekte der Naqada-III-Kultur fanden sich insbesondere in den reich ausgestatteten Gräbern um Abydos, während Gräber in anderen Teilen Ägyptens eine deutliche „Vereinfachung“ und abnehmende Ausstattung zeigen. In Unterägypten sticht ein „kultisch-administratives Zentrum“ in Tell el-Farcha hervor. Auf eine Expansion der Naqada-Kultur über die Grenzen Ägyptens hinaus deuten zahlreiche ägyptische Objekte in Unternubien und der Südlevante hin; bemerkenswert ist eine in Tell es-Sakan südlich des heutigen Gaza ausgegrabene ägyptische Lehmziegelfestung. In der Naqada-III-Periode zeigte sich eine weiter zunehmende Homogenität der Keramik, wobei die „black topped pottery“ endgültig verschwand und durch von Spezialisten gefertigte andere Keramikstile ersetzt wurde. Mit der Königsideologie verbundene Objekte zeigen erstmals übernatürliche Wesen wie Schlangenhalspanther und geflügelte Greifen.